# Turnix suscitator
El torillo subsistidor o torillo batallador (Turnix suscitator) es una especie de ave turniciforme de la familia Turnicidae que habita en el sur de Asia.

## Descripción

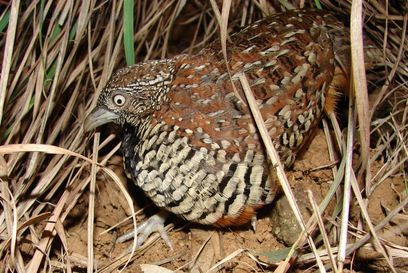
Hembra.

Es una de las especies más pequeñas de su género. Tiene la forma típica de los torillos, con plumaje pardo rojizo en la parte superior con motas claras y anteado en la inferior densamente veteados en negro el pecho y la garganta. La hembra es de mayor tamaño, con las partes inferiores veteadas en blanco y negro y con una mancha negra en la garganta y parte superior del pecho. Sus patas y pico son de color gris azulado y el iris de sus ojos es blanquecino amarillento. Se alimenta de insectos y es reacio a emprender el vuelo.

## Distribución
Se encuentra en el subcontinente indio, el sudeste asiático hasta las Filipinas por el este, las islas de la Sonda por el sur, estando presente en todas las islas mayores salvo Borneo. Se encuentra en la mayor parte de la India y Sri Lanka, rodeando el Himalaya hasta altitudes de 2500 m, y también en el sur de China.
Se encuentra en la mayor parte de los hábitat de la región salvo en los bosques densos y los desiertos, y también está presente en los campos de cultivo.

## Taxonomía
Se reconocen las siguientes subespecies según un orden filogenético de la lista del Congreso Ornitológico Internacional:
- T. s. plumbipes (Hodgson, 1837) - Nepal, noreste de India y norte de Birmania
- T. s. bengalensis Blyth, 1852 - centro y sur de Bengala (noreste de India)
- T. s. taigoor (Sykes, 1832) - India (excepto anteriores)
- T. s. leggei Baker, ECS, 1920 - Sri Lanka
- T. s. okinavensis Phillips, AR, 1947 - sur de Kyushu hasta las Ryukyu (Japón)
- T. s. rostratus Swinhoe, 1865 - Taiwán
- T. s. blakistoni (Swinhoe, 1871) - este de Birmania hasta sur de China y norte de Indochina
- T. s. pallescens Robinson & Baker, ECS, 1928 - sur y centro de Birmania
- T. s. thai Deignan, 1946 - noroeste y centro de Tailandia
- T. s. interrumpens Robinson & Baker, ECS, 1928 - sur de Birmania y Tailandia
- T. s. atrogularis (Eyton, 1839) - península Malaya
- T. s. suscitator (Gmelin, JF, 1789) - Sumatra, Java, Bawean, Belitung, Bangka y Bali
- T. s. powelli Guillemard, 1885 - Lombok hasta Alor (islas menores de la Sonda)
- T. s. rufilatus Wallace, 1865 - Célebes
- T. s. haynaldi Blasius, W, 1888 - Palawan e islas cercanas (oeste de Filipinas)
- T. s. fasciatus (Temminck, 1815) - Luzón, Mindoro, Masbate, Sibuyán (norte de Filipinas)
- T. s. nigrescens Tweeddale, 1878 - Cebú, Guimarás, Negros, Panay (Filipinas)